# تل قصر ثامر
تل قصر ثامر هو منطقة عراقية، وتل أثري، ارتفاعه 6 أمتار في ناحية الفضلية بقضاء سوق الشيوخ بمحافظة ذي قار بجنوب العراق، في هور الجفر عند الحافة الغربية لهور الحمار المتاخمة لشرق للبادية العراقية في منطقة موحلة تفيض إذا نزل المطر فتصير هوراً موسمياً، يُحيط بالتل سفح ينحدر شمالاً تدريدجياً 700 متر حتى ينتهي عند المجرى القديم لنهر الفرات، عُثر في التل على ملتقطات أثرية تدلّ على العهد البابلي القديم والجديد والعهد الفرثي والكاشي والإسلامي، ربوة التل عالية هرمية الشكل، أقام عليها الجيش العراقي قبل الاحتلال الأمريكي منصة للأسلحة والصواريخ المضادة للطائرات، وفي السفح الغربي للربوة أقام ذلك الجيش سواتر وساحة للتدريب العسكري وفي الجهة الشرقية والجنوبية للربوة أسسٌ لجدران أثرية مبنية بالآجر قياسها 20*20 كانت جزءاً من قصر ثامر بك السعدون في زمن الإمارة السعدونية إذ كان التل والأراضي المحيطة به بمثابة مقر للمشيخة السعدونية وصولاً إلى قرية الخميسية البعيدة 5 كيلومتراً شمالاً غربياً، ومن خلالها كانوا يديرون إمارتهم من البصرة جنوباً إلى الكوت شمالاً بالإضافة لكونها مكاناً لتبادل السلع والبضائع ونقلها من البصرة إلى سوق الشيوخ والناصرية والسماوة إذ كانت السفن تجري من شمال قصر ثامر وترسو فيه عبرَ مجرى الفرات القديم المارّ بشمال التل.